# Bitwa pod Platejami
Bitwa pod Platejami – starcie zbrojne, które miało miejsce podczas drugiej wojny perskiej w 479 p.n.e. Bitwa pod Platejami była ostatnią bitwą lądową podczas drugiej perskiej inwazji na Grecję.
Po bitwie pod Salaminą (480 p.n.e.) w Grecji pozostawały nadal wojska perskie. W 479 p.n.e. Persowie pod wodzą Mardoniusza ponownie najechali Attykę. W działaniach nie brał udziału król perski Kserkses I, który udał się  tłumić powstanie do Babilonii. Gdy do wojny włączyli się Spartanie, Mardoniusz wycofał się do Beocji, po czym zatrzymał się na południe od Teb, na równinie, która dawałaby przewagę jego konnicy. Grecy nie dali się jednak wywabić z podnóża gór. W tej sytuacji Mardoniusz podszedł pod Plateje, gdzie doszło do wielkiej bitwy z wojskami greckimi (głównie spartańskimi) pod wodzą Pauzaniasza.

## Przygotowania
Wojska greckie i perskie stanęły naprzeciw siebie rozdzielone rzeką Asopos. Siłami perskimi, liczącymi 120 000 żołnierzy, dowodził Mardoniusz. Według Focjusza Pauzaniasz ruszył na czele 300 Spartian oraz 10 000 periojków (w tym połowa hoplitów) i 6000 żołnierzy z innych greckich państw. Wśród Greków nie było zgody co do sposobu rozegrania bitwy. Dopiero informacja przekazana bezpośrednio przez króla macedońskiego Aleksandra, iż Mardoniusz zamierza rozpocząć bitwę o świcie, zmusiła Greków do działania. Pauzaniasz w nocy przegrupował siły ku rzece dla zmniejszenia przewagi konnicy perskiej.

## Bitwa
Pauzaniasz rozstawił swych hoplitów na wzgórzach Asopos, gdzie znajdowały się liczne źródła wody. Obie strony wyczekiwały na ruch przeciwnika. Mardoniusz miał kłopoty z zaopatrzeniem wskutek działań oddziałów greckich na tyłach, jego jazda w nocy przechwyciła jednak zdążający z Megary grecki konwój z zaopatrzeniem i zdołała pozatruwać niektóre źródła.
Pauzaniasz odesłał mniej doświadczone oddziały, przede wszystkim lekką piechotę (peltastów) na tyły. Wojska Mardoniusza zaatakowały o świcie. Najpierw atak przeprowadziła konnica perska, lecz została odparta, a jej dowódca poległ. Jednak łucznicy perscy zadali dotkliwe straty, zwłaszcza Ateńczykom i Megaryjczykom, wobec czego Grecy zmuszeni zostali do natarcia. W walce wręcz, dzięki cięższemu uzbrojeniu i taktyce walki, przewagę zyskali hoplici. W odpowiedzi Mardoniusz poprowadził do ataku oddział doborowej jazdy, lecz bez powodzenia. Gdy zginął w walce ze Spartanami, Persowie, z Artabazosem na czele, rzucili się do ucieczki.

## Następstwa
Wojska perskie w Grecji centralnej zostały rozbite. Wkrótce potem inne połączone siły greckie (już z decydującym udziałem Ateńczyków) rozbiły armię i flotę perską w bitwie pod Mykale na wybrzeżu Jonii. W rezultacie Persowie zrezygnowali ostatecznie z planów podboju Grecji, chociaż walki trwały aż do roku 449, kiedy w Suzie zawarto tzw. pokój Kalliasa (od imienia ateńskiego negocjatora).